# Émile Combes

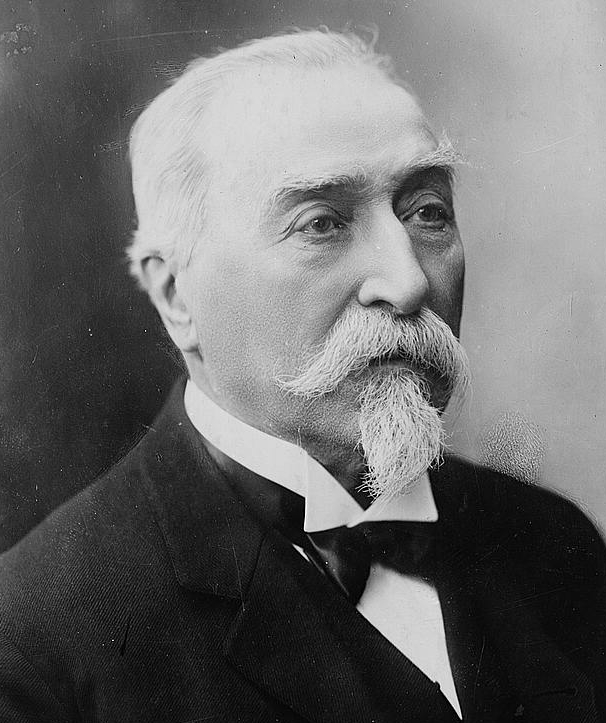
Émile Combes

Émile Justin Louis Combes GCVO (* 6. September 1835 in Roquecourbe, Département Tarn; † 25. Mai 1921 in Pons (Charente-Maritime)) war ein französischer Politiker und von 1902 bis 1905 Premierminister.

## Biografie

### Kontext
Combes wurde fünf Jahre nach der Julirevolution von 1830 geboren.
In der Julimonarchie war der als liberal geltende Louis-Philippe aus der Nebenlinie Orléans des Hauses Bourbon auf den französischen Thron gekommen. Als sogenannter Bürgerkönig führte er seine vom Großbürgertum gestützte Regierung zunächst liberal, gab dann aber seiner Politik eine zunehmend reaktionäre Richtung, bis hin zum Beitritt Frankreichs in die Heilige Allianz, ein ursprünglich von Preußen, Russland und Österreich gegründetes, der Restauration verpflichtetes Staatenbündnis. In der Februarrevolution 1848, die zur zweiten französischen Republik führte, wurde Louis-Philippe gestürzt. Louis Napoléon Bonaparte, ein Neffe Napoléon Bonapartes, wurde zum Präsidenten gewählt.
Am 2. Dezember 1852 krönte dieser sich als Napoléon III. zum Kaiser. Er sicherte seine Macht durch Militär und Repressionsmaßnahmen, durch eine erfolgreiche Außenpolitik sowie durch materielle Zugeständnisse an die Bevölkerung. Sein Zweites Kaiserreich dauerte bis September 1870, als er im Deutsch-Französischen Krieg militärisch scheiterte und in preußische Gefangenschaft geriet. Am 4. September wurde die Dritte Französische Republik ausgerufen; sie bestand bis 1940.

### Langjähriger Bürgermeister und Senator
Combes entstammte einer relativ armen Familie, konnte aber dank seines Onkels, des Theologen Abbé Gaubert, 1860 ein Studium der Theologie mit der Promotion zum Doktor der Theologie abschließen. Anschließend begann er nach seiner Loslösung von der katholischen Kirche ein Studium der Medizin, nach dessen Abschluss er sich 1867 als Arzt in Pons (Charente-Maritime) niederließ.
Combes politische Laufbahn begann, als er 1876 zum Bürgermeister (Maire) von Pons gewählt wurde. Er bekleidete dieses Amt bis 1919 – 43 Jahre lang. Nachdem er 1881 erfolglos als Kandidat für Saintes für den Senat kandidiert hatte, wurde er 1885 als Vertreter des früheren Département Charente-Inférieure zum Senator gewählt. Im Senat, dem er bis zu seinem Tode 1921 angehörte, wurde er 1894 Präsident der Demokratischen Linken (Gauche Démocratique). 1893 sowie 1894 war er Vizepräsident des Senats.
Am 1. November 1895 wurde er wegen seiner Kenntnisse in Erziehungsfragen von Léon Bourgeois (Premierminister von 1895 bis 1896) zum Minister für öffentlichen Unterricht (Ministre de l’Instruction Publique) in das erste rein linksdemokratische Kabinett Frankreichs berufen, dem er angehörte, bis dieses zum 29. April 1896 vom Kabinett von Félix Jules Méline abgelöst wurde.

### Premierminister 1902 bis 1905 und Trennung von Staat und Kirche

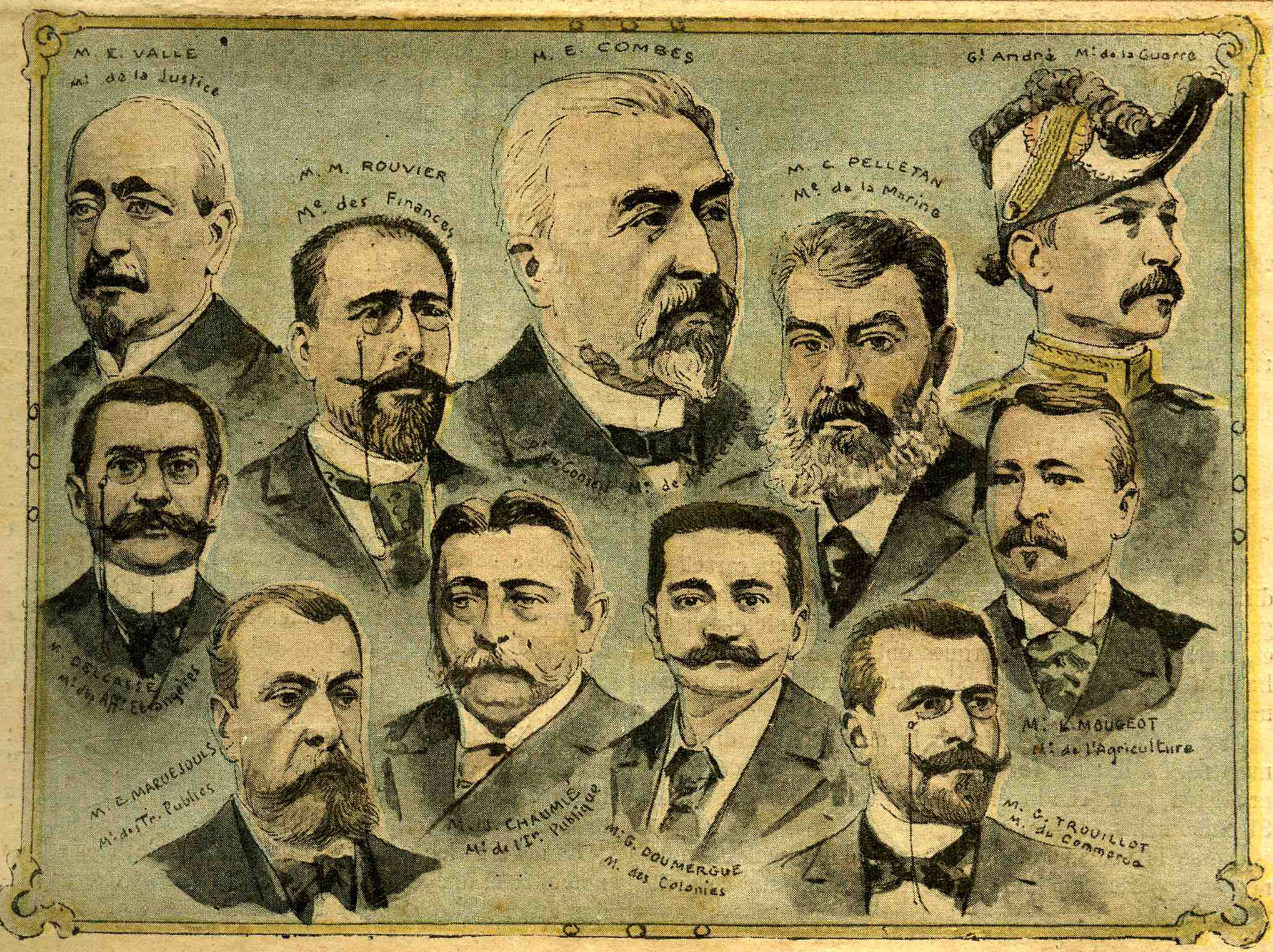
Das Kabinett Combes („Le nouveau Ministère“) (1902)

Bei der Parlamentswahl in Frankreich 1902 (27. April und 11. Mai) gewann – im Gefolge der Dreyfus-Affäre – erstmals ein politisches Linksbündnis ('Bloc des gauches') die Parlamentswahlen.
Am 7. Juni 1902 wurde Combes als Nachfolger von Pierre Waldeck-Rousseau schließlich selbst Premierminister (Präsident des Rates). Zu Beginn seiner Amtszeit hatte er eine komfortable Parlamentsmehrheit von 368 zu 220 Mandaten, die sich im Wesentlichen aus 129 Radikalen, 99 Abgeordneten unterschiedlicher republikanischer Parteien, 90 Radikal-Sozialisten sowie 48 Sozialisten zusammensetzte. Dadurch wurden die Vertreter der Linken aus Démocratique, Radicaux, Radicaux-Socialistes und Socialistes in der Regierung wieder vereinigt, um die anstehenden Probleme zu lösen. Dabei suchte Combes insbesondere einen ständigen Meinungsaustausch mit der Nationalversammlung, bei dem Jean Jaurès eine herausragende Rolle spielte.
Trotz seiner eigenen Mitgliedschaft im Senat vermied er soweit möglich die Beteiligung des Senats an der Regierung, um sich dadurch seinem eigenen Ideal einer einzigen und souveränen Versammlung anzunähern. Des Weiteren förderte er während seiner Regierungszeit ihm nahestehende Politiker und Verwaltungsbeamte. Dabei verlangte er zum Beispiel in einem Schreiben an die Präfekten vom 20. Juni 1902 die Begünstigung von „dem Regime aufrichtig gewidmeten Persönlichkeiten“. Während seiner Amtszeit kam es zu Reformen in Verwaltung, Magistraturen und der Armee. Außerdem kam es zu einer Kirchenpolitik, die bis heute nachwirkt: der Einfluss der Kirchen auf die Gesellschaft und insbesondere das Erziehungswesen wurde beschränkt.
In einer Reihe von Gesetzen wurde das Verhältnis von Kirche und französischem Staat neu geregelt:
- Juli 1902: Schließung der ca. 3000 nicht staatlich genehmigten kirchlichen Schulen. Dies führte zu heftigen öffentlichen Protesten – 74 Bischöfe unterzeichneten eine „protestation“.
- Daraufhin Einstellung der Besoldung von Bischöfen durch die Regierung.
- März 1903: Auflösung aller männlichen Ordensgemeinschaften
- Juli 1903: Auflösung aller weiblichen Ordensgemeinschaften
- 7. Juli 1904: Verbot der Neugründung von Ordensgemeinschaften
- 9. Dezember 1905: Gesetz zur Trennung von Kirche und Staat (Frankreich).

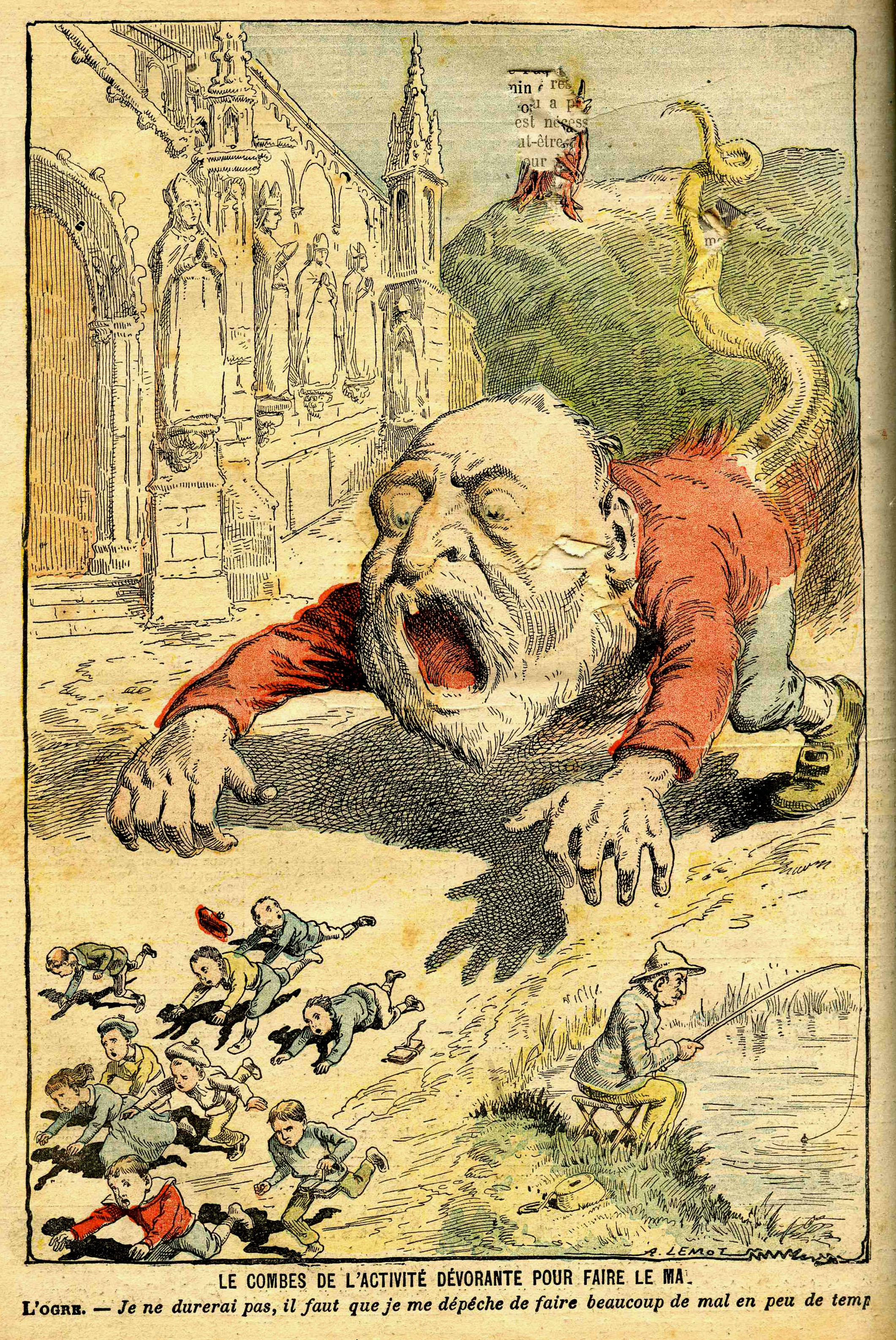
"LE COMBES DE L’ACTIVITÉ DÉVORANTE POUR FAIRE LE MAL" (Karikatur von Achille Lemot in der Zeitschrift Le Pèlerin, 27. Juli 1902)

Seine als „Combisme“ bezeichnete Politik war geprägt durch einen Antiklerikalismus, der 1905 zur völligen Trennung von Staat und Kirche sowie zur Einführung der laizistischen Schule in Frankreich führte.
Schon 1904 hatte ein neues Vereinsgesetz bestimmt, dass auch Ordensgemeinschaften die mit strengen Auflagen verbundene Anerkennung als Verein beantragen mussten. 1905 wurden etwa 2500 kirchlich geführte Schulen geschlossen. Dabei kam es zur Auflösung aller weiblichen Ordensgemeinschaften; nur fünf der männlichen Priesterorden blieben bestehen. Ordensmitglieder durften nicht mehr als Lehrer arbeiten, Kruzifixe und religiöse Symbole wurden aus öffentlichen Gebäuden wie Schulen oder Gerichten entfernt. Mitglieder von 45 Männerorden entzogen sich dem, indem sie sich im Schweizer Kanton Freiburg unter dem katholisch-konservativen Politiker Georges Python niederließen, dort führten sie weiterhin Schulen und waren an den zahlreichen Pensionaten aktiv.
Am 9. Dezember 1905 wurde schließlich das sogenannte Loi Combes verabschiedet. Dieses Gesetz zur Trennung von Religion und Staat etablierte in Frankreich das heute noch geltende Prinzip des Laizismus, d. h. der vollständigen Trennung von Religion und Staat. Das Gesetz galt zwar vor allem der katholischen Kirche, doch wurden aus Gründen der Neutralität in diese Regelung die anderen Konfessionen einbezogen.
Die Gesetze wurden von Papst Pius X. in der Enzyklika Vehementer nos verdammt und verschlechterten für viele Jahre das Verhältnis der französischen Republik zur katholischen Kirche. Zum Teil konnten die Gesetze nur gegen den erheblichen Widerstand kirchentreuer Bevölkerungsteile durchgesetzt werden. Am 28. Juli 1904 kam es zum völligen Abbruch der diplomatischen Beziehungen zwischen Frankreich und dem Vatikan.
Mit dem Gesetz von 1905 kündigte die französische Regierung auch das Konkordat von 1801, das Napoleon und der Vatikan geschlossen hatten. Ausgeschlossen vom generellen Verbot der staatlichen Förderung von Religion ist die Anstaltsseelsorge („Aumôneries“), wobei auf die Verwirklichung der Religionsfreiheit hingewiesen wird (Art. 1 Abs. 2 des Trennungsgesetzes von 1905). Combes, der die Französische Republik weiter stärken wollte, begründete den Konflikt mit dem Vatikan mit einer Neuinterpretation des Konkordats von 1801.
Im Rahmen der Dreyfus-Affäre spielte er 1902 eine entscheidende Rolle beim Antrag zugunsten eines Revisionsverfahrens.
Am 24. Januar 1905 trat er vom Amt des Premierministers zurück und wurde durch seinen bisherigen Finanzminister Maurice Rouvier abgelöst. Während seiner Regierungszeit übernahm er zugleich das Amt des Innenministers. Grund für seinen Rücktritt war die sogenannte „Affaire des fiches“, bei der es Kritik an der Beförderungspraxis durch Kriegsminister Louis André gab.
Nach seinem Rücktritt als Premierminister war er von 1905 bis 1906 sowie von 1911 bis 1912 Präsident der Parti Radical-Socialiste. Zwischen Oktober 1915 und Dezember 1916 war er Staatsminister (Ministre d’État) in der Regierung der nationalen Einheit (Gouvernement d’Union Nationale) von Premierminister Aristide Briand.

## Ehrungen
- Ihm zu Ehren wurde unter anderem das Gymnasium in Pons 'Lycée Émile Combes' benannt.[6]

## Veröffentlichungen
- De l’état actuel de la médecine et des médecins en France. (1869)
- Une campagne laïque. (1904)
- Une deuxième campagne laïque. (1905).